# Estadio Francisco Sánchez Rumoroso
Estadio Francisco Sánchez Rumoroso – wielofunkcyjny stadion, najczęściej używany jako stadion piłkarski, znajdujący się w mieście Coquimbo w Chile. Jest to domowy stadion klubu Coquimbo Unido.
Stadion został zbudowany w 1970 roku, ale został zmodyfikowany w 2008 roku na potrzeby Mistrzostwa Świata U-20 w Piłce Nożnej Kobiet. Obiekt może pomieścić 18 000 widzów.